# Guslarferner
Der Guslarferner ist ein Gletscher in den Ötztaler Alpen in Tirol. Er liegt auf der Südseite des Weißkamms an der Ostseite von Fluchtkogel (3497 m ü. A.) und Kesselwandspitze (3414 m ü. A.). Im Jahr 1969 ist er in zwei unabhängige Teilbereiche zerfallen: einen größeren nördlichen Teil unterhalb des Fluchtkogels, der auch als großer Guslarferner bezeichnet wird und einen kleineren, südlichen Teil unterhalb des Südostgrats der Kesselwandspitze, auch kleiner Guslarferner genannt. Der Kamm der Hintergraslspitzen trennt den Guslarferner vom nordöstlich gelegenen Vernagtferner. Auf der Karte, die Sebastian Finsterwalder 1889 von Vernagt- und Guslarferner anfertigte, treffen die Zungen beider Gletscher unterhalb der heutigen Vernagthütte noch zusammen und sind nur durch eine Mittelmoräne getrennt.
Für die Gletscherfläche des großen Guslarferners wurden im Jahr 2006 1,4 km² ermittelt, die Fläche des kleinen Guslarferners betrug 2010 nur noch 5,56 Hektar. Es wird vermutet, dass letzterer 2020 bis auf kleinere Toteisbereiche verschwunden sein wird. Die Länge des großen Guslarferners wurde 1975 mit 2,5 Kilometer bestimmt. Seitdem hat sich das Zungenende um etwa 400 Meter zurückgezogen.
Alpinistisch wird der Guslarferner zumeist beim Übergang von der Vernagthütte zum Brandenburger Haus betreten. Dabei steigt man von der Vernagthütte kommend zunächst über die nördliche Randmoräne des Guslarfernes an. Den Gletscher betritt man auf einer Höhe knapp unterhalb 3000 Meter und steigt meist zum Unteren Guslarjoch (3311 m ü. A.), der tiefsten Einschartung im Nordwestgrat der Kesselwandspitze an. Seltener wird das Obere Guslarjoch (3361 m ü. A., auch „Winterjöchl“) im Südgrat des Fluchtkogels genutzt. Der obere Bereich des Guslarferners weist dabei oft schwer einzuschätzende Gletscherspalten auf. Der weitere Weg zum Brandenburger Haus führt über den Kesselwandferner, der an den Guslarjöchern bis an den Guslarferner heranreicht.

## Karten
- Alpenvereinskarte Blatt 30/2, 1:25.000, Ötztaler Alpen, Weißkugel, ISBN 3-928777-39-4.